# 梃擊案

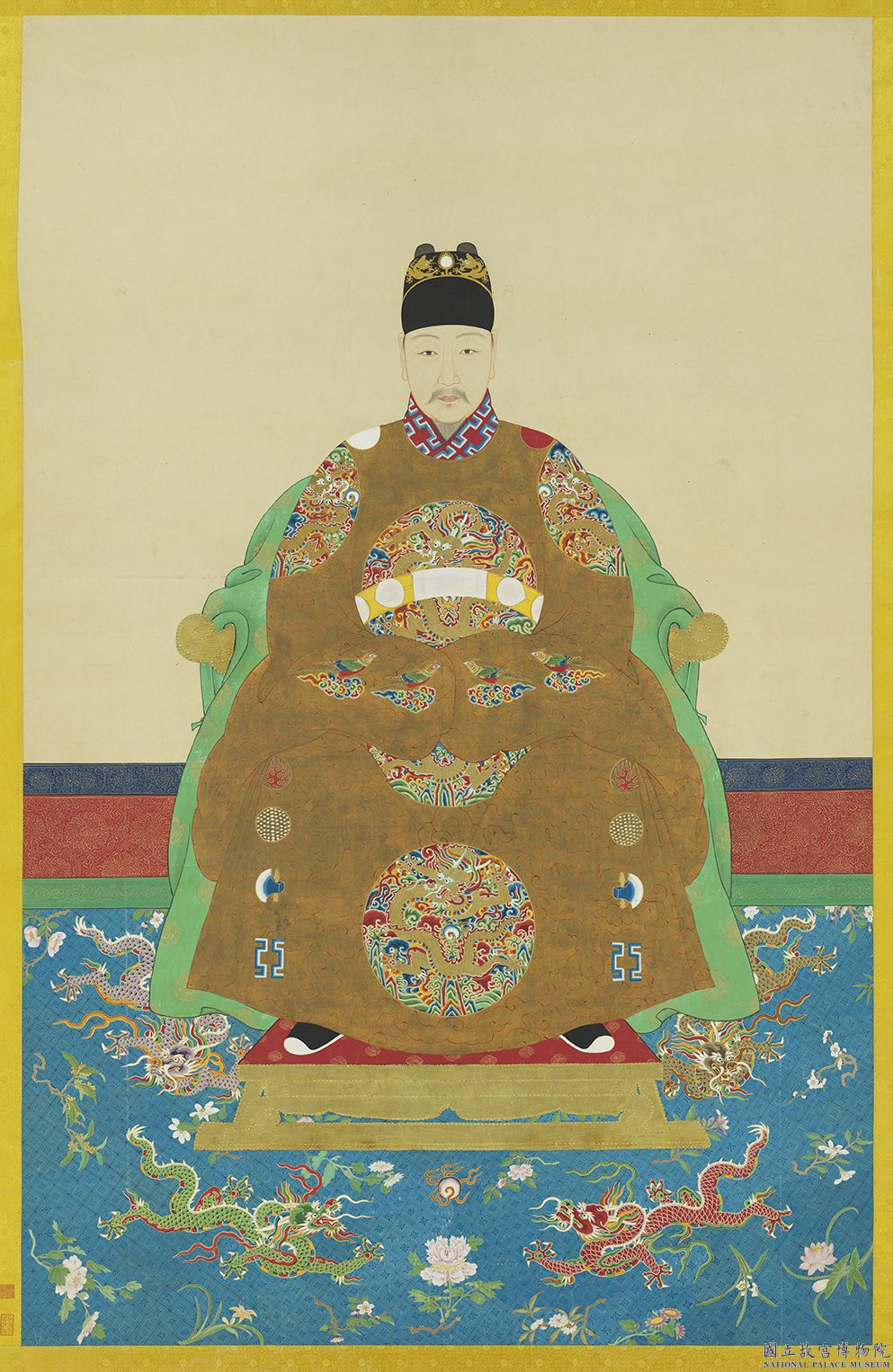
梃擊案主角:皇長子朱常洛

梃擊案（梃，音挺），明末三大案之一，亦是國本之爭的插曲。萬曆四十三年（1615年），有一男子張差欲以梃（木棍）刺殺皇太子朱常洛，最終失敗，朱常洛亦鞏固太子地位。

## 背景
在中國歷史上皇朝的禮制中，皇帝立皇后所生之嫡長子為太子，如皇后無子，則以最年長的兒子為太子，皇帝亦曾經廢立太子。
雖然明太祖在皇明祖訓規定由嫡長子繼承大統，但明朝有數代皇帝因特殊情況而得位。如第三代皇帝明成祖便在太祖死後不久，起兵篡奪姪兒明惠帝的帝位。明英宗遭蒙古人擄走，故于謙擁立明景帝。明武宗無子而歿，內閣首輔楊廷和立明世宗入繼大統。但明朝在一般情況下，仍然依襲這套宗法立儲君。
明神宗在位期間，由於王皇后無子，故朝臣主張立長子為太子，皇長子朱常洛，萬曆十年出生，是神宗宮女所出。皇三子福王朱常洵，萬曆十四年出生，是神宗寵愛的鄭貴妃之子，神宗由於對鄭貴妃的愛情，鄭貴妃亦不斷向神宗進言，故打算立福王為太子，但朝臣根據皇明祖訓，堅持立朱常洛為皇太子，而李太后、王皇后也支持立常洛，是為國本之爭。
最初神宗不斷拖延，弄至皇長子十歲時，因為儲位未定，不能就學讀書。神宗雖然處分一些支持皇長子的大臣，但東林黨也支持皇長子，使支持皇長子為太子的聲勢更大。萬曆二十九年 (1601年)，皇長子朱常洛二十歲，神宗在無法拖延下終於策立常洛為皇太子，常洵為福王，封地為洛陽。
國本之爭演變成皇帝與大臣勢力之權力鬥爭。結果鄭貴妃忍無可忍，終於爆發明朝立國二百五十年以來最嚴重宮廷仇殺事件——梃擊案。

## 爆發
1615年5月30日（萬曆四十三年五月己酉），男子張差，手持棗木棍，闖進太子朱常洛居住的慈慶宮，擊傷守門太監李鑒，太子內侍韓本用聞訊趕到，在前殿逮捕張差。將他交给了東華門守衛指揮朱雄。由巡皇城御史劉廷元審問。

## 轉折
經過皇城巡城御史劉廷元初審，刑部山東清吏司郎中胡士相跟員外郎趙會楨、勞永嘉共同審訊，張差是薊州井兒峪人，語言顛三倒四，常提到“喫齋討封”等語。刑部提牢主事王之寀認為事有蹊蹺，覺得張差決不像瘋癲之人，用飯菜引誘他：“老實招供就給你飯喫，不老實就把你餓死。”張差低頭，又說：“不敢說。”王之寀命眾人迴避，親自審問。
後由刑部十三行省清吏司（簡稱十三司）司官會審，原來鄭贵妃派太监营建佛寺，太监負責烧製砖瓦，向居民買薪柴，有些居民卖柴获利，張差也跟進賣柴。張差原名張五兒，卖了田地，买薪柴卖给磚瓦廠，在一個月前，張差的薪柴無故被人燒了，投訴無門，結果紅封教馬三道、李守才、其姐夫孔道，讓他跟著貴妃宮中派出監修的太監龐保進京，說事成後可以給他幾畝田，入京見到另外一位太監劉成於宮外的別墅，並供應酒肉。幾天後，劉成帶他進紫禁城。太監交棗木棍給張差，又給張差飲酒。帶他到慈慶宮，著他進宮後見人即打，尤其見到穿黃袍者（是太子朱常洛）。提醒：「這是奸人，要把他打死。」老太監言明，如打死穿黃袍者，重重有賞，如被人捉住，他會救張差。張差的供言，等於供出是鄭貴妃手下太監龐保、劉成指使。

## 結局
朝臣大多懷疑是鄭貴妃想要謀殺太子，王志、何士晋、张问达奏疏谴责鄭貴妃的兄弟郑国泰“专擅”；郑贵妃則惶惶不可终日，向皇上哭诉，明神宗要她去向太子表明心迹，意圖將事情淡化處理，太子亦不願深究。6月23日，明神宗聽从御史刘光复请驾幸慈宁宫，召见百官，說：“适见刑部郎中赵会桢所问招情，止将本内有名人犯张差、庞保、刘成即实时凌迟处死，其馀不许波及无辜一人，以伤天和，以惊圣母神位。”。6月24日以「瘋癲奸徒罪」，對張差處以凌遲殺害並分屍。張差臨死前曾說：“同谋做事，事败，独推我死，而多官竟付之不问。”6月25日，司礼监会同廷臣在文华门會審龐保、劉成兩人，保原名郑进，成原名刘登云。与張差饭，及木棍引进等语，由於人证消失，庞、刘二犯嚴刑拷打下矢口不招。方审问，东宫传谕說：“张差持棍闯宫，至大殿檐下，当时就擒，并无别物。其情实系风颠，误入宫闱，打倒内寺，罪所不赦。后招出庞保、刘成，本宫反复参详，保、成身系内官，虽欲谋害本宫，于保、成何益？此必保、成素曾凌虐于差，故肆行报复之谋，诬以主使。本宫念人命至重，造逆大事，何可轻信！连日奏求父皇速决张差，以安人心。其诬举庞保、刘成，若一概治罪，恐伤天和。况姓名不同，当以仇诬干连，从轻拟罪，奏请定夺，则刑狱平，本宫阴骘亦全矣。”6月28日，神宗密令中涓宦官將龐保、劉成杖斃。兩人堅執本不識認張差。五次嚴刑後死亡。7月8日，明神宗聽刑部审马三道、李守才、孔道以左道罪判處流放，李自强、李万仓应打笞刑。兩年後京察给事中徐绍吉、御史韩浚利用拾遗纠察机会弹劾王之寀贪财，于是削籍为民。

## 影響
滿朝官吏一致認為鄭貴妃是幕後的幕后主使，引爆眾臣的憤怒，要求神宗交代。神宗自此徹底放棄易儲之說，太子朱常洛的地位也因而穩固。